# Spišský Hrušov
Spišský Hrušov (Hongaars: Szepeskörtvélyes) is een Slowaakse gemeente in de regio Košice, en maakt deel uit van het district Spišská Nová Ves.
Spišský Hrušov telt 1.260 inwoners.